# Vejprnice
Vejprnice település Csehországban, a Észak-plzeňi járásban. Vejprnice Plzeň, Líně, Vochov és Tlučná településekkel határos. Lakosainak száma 4593 fő (2024. január 1.).

## Népesség
A település lakosságának változását az alábbi diagram mutatja:
| Lakosok száma | 647  | 1606 | 2006 | 2964 | 2611 | 3910 | 4133 | 4240 | 4479 | 4593 |
|               | 1869 | 1900 | 1921 | 1961 | 1980 | 2011 | 2016 | 2019 | 2021 | 2024 |